# 水の子どもたち

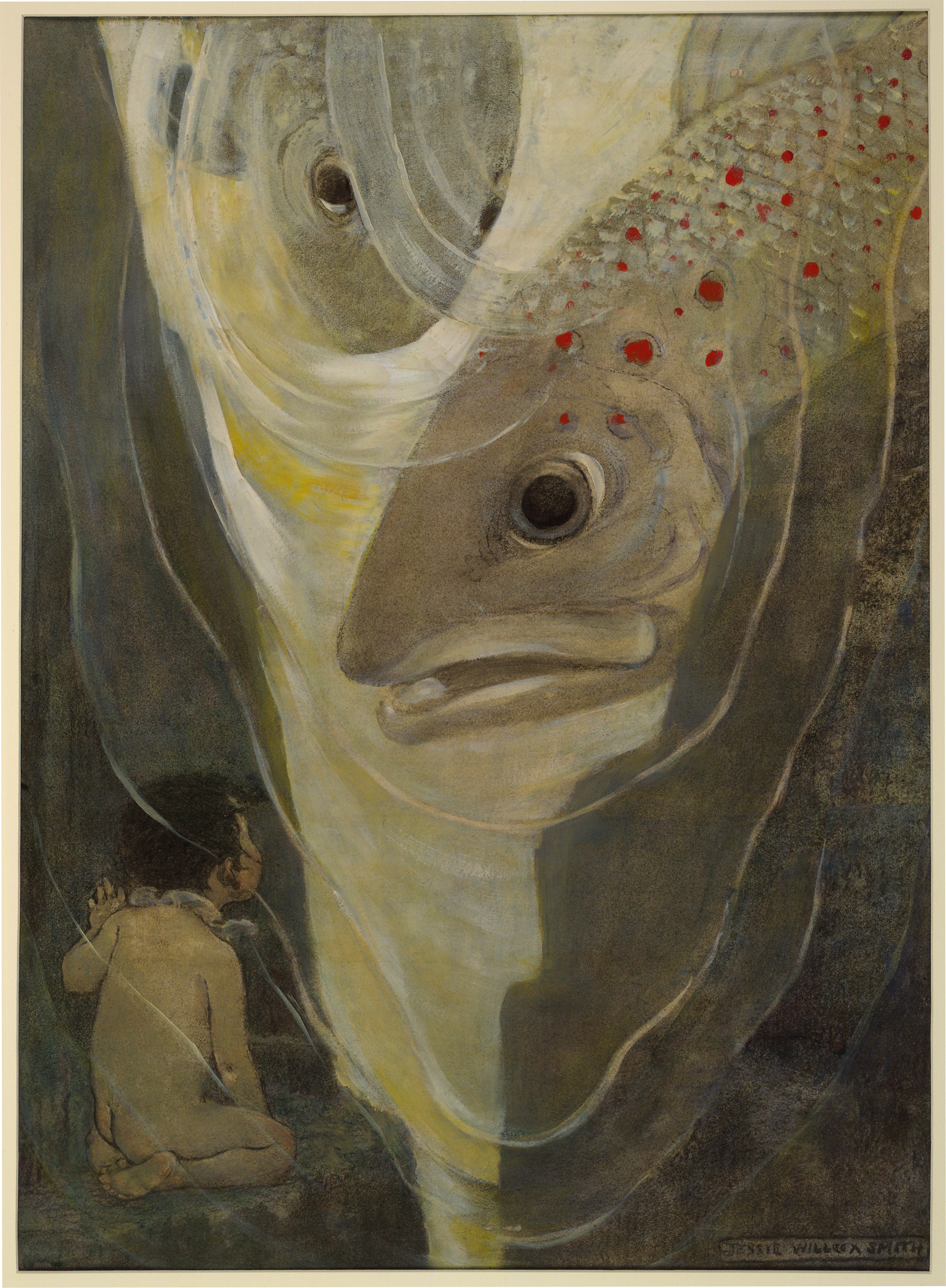
ジェシー・ウィルコックス・スミスの挿絵（1910年）

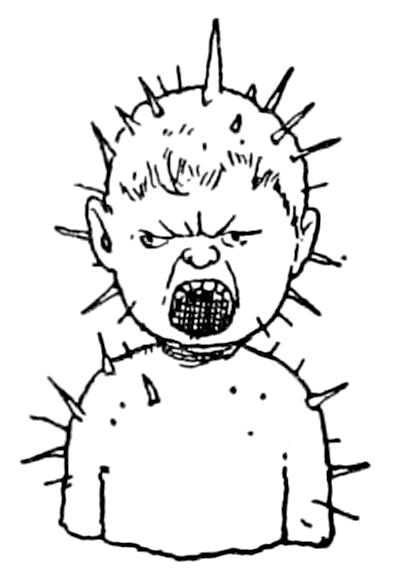

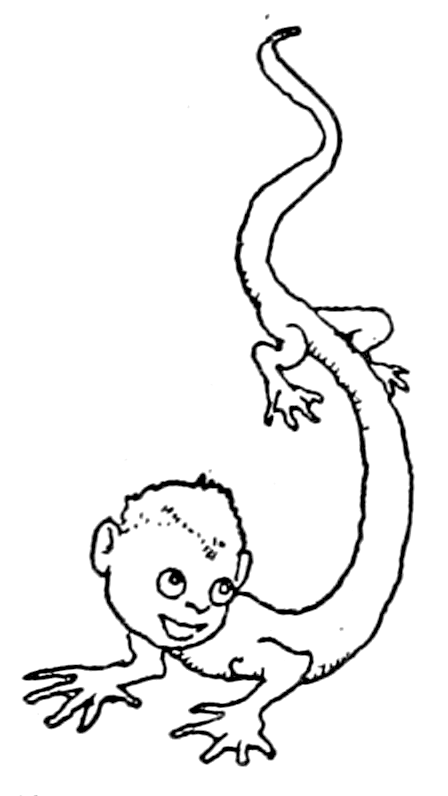

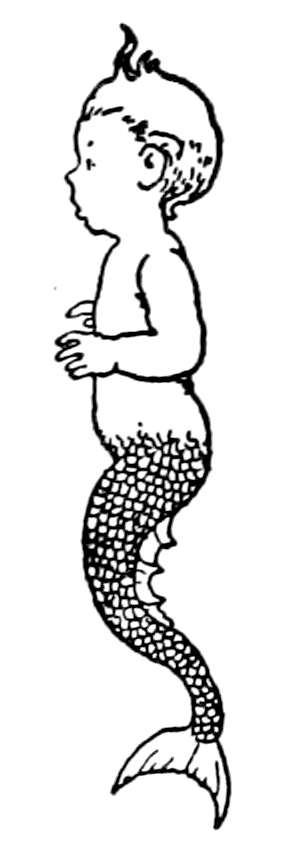

『水の子どもたち』（みずのこどもたち、The Water-Babies, A Fairy Tale for a Land Baby、原題の直訳は「水の赤ちゃんたち。陸の赤ちゃんのためのおとぎ話」）はイギリスの牧師 チャールズ・キングスレーによる子ども向けのおとぎ話・ファンタジー小説。19世紀の児童文学で最も知られている作品の一つである。
1862年から1863年に『マクミラン』誌に連載され、1863年に出版された。著者の友人のチャールズ・ダーウィンの『種の起源』を擁護するための笑い話の側面を持つ。イギリスで非常に人気があり、何十年もの間、英国児童文学の主力だった。が、アイルランド人、ユダヤ人、アメリカ人、貧乏人に対する偏見（当時は普通だった）をふくむため、流行らなくなった。

## あらまし
主人公は煤だらけの煙突掃除の少年・トム。施工先でエリーという名前の上流階級の美少女に遭遇し、彼女の家から追い払われ、川に落ちる。そこで彼は溺れ、「水の赤ちゃん」に変身する。そして、トビケラが彼の道徳教育を始める。
物語のテーマはキリスト教の「償還」、貧乏人へのイギリス国家の仕打ち、児童労働など。
トムは冒険し、自分自身が道徳的な生き物であることを証明し、聖ブレンダンの島の他の水の赤ちゃんのコミュニティーで楽しむ。
彼の新しい世界の主要な精神的指導者は、妖精ドゥアズユードビダンバイ（Doasyouwouldbedoneby、されたいようになさい）さん、夫人ビダンバイアズユディド（Bedonebyasyoudid、あんたがやったようにされろ）さん、そしてマザー・ケアリー（Mother Carey）である（上沢謙二の訳では妖精と夫人が「報いの女神」、マザー・ケアリーが「親切の女神」）。
トムは、溺れなかったエリーとのデートを週に一度許可される。
トムの主人で煙突掃除の親方グライムズも密漁の最中に溺れる。
最後の冒険でトムは、悪行のために処罰されている人を助けるために、世界の果てまで旅をする。
トムはグライムズを悔い改めさせようとし、グライムズは、最終的な苦行をうまくやれたら2度目のチャンスが与えられることになった。
億劫でも正しいことならやる意思を示したことでトムは人間の姿に戻り、鉄道・蒸気エンジン・電気電信・ライフル銃を設計する科学者になる。
彼はエリーと再会する。もっとも、（おとぎ話の体裁に従うなら）彼らは結婚はしないそうだが。なぜなら二人は王子様でもお姫様でもないからでしょう。

## 解釈
ヴィクトリア朝時代の小説のスタイルを持ち、教訓的な道徳寓話である。背景には当時のイギリスの荒廃した社会情勢があり、冷水こそが不潔でみすぼらしい子供を洗い鍛え、模範的な市民に変えるというヴィクトリア朝時代の信念がある。主人公のトムは、死んで水の子として生まれ変わり、初めて「苦難という冷たい水」を受け入れることのできる人間に再生する。作者であるキングスレーは牧師であり、公衆衛生の改革に熱心に取り組んでいた。
キングスレーは、当時の一般的な偏見の多くをこの作品で表現しており、アメリカ人、ユダヤ人、黒人、カトリック教徒、特にアイリッシュに否定的・侮辱的な言葉が含まれる。これらの表現のため、時代が下ると徐々に人気は下火になっていった。

## メディア展開
この本は、1978年にアニメーション映画化 (The Water Babies) された。声優はジェームズ・メイソン、バーナード・クリビンズとビリー・ホワイトローがつとめた。映画のストーリーは、キラーシャークやクラーケンを含む新しいサブ・プロットを持つ。
また、ミュージカル劇場版にも、1902年にロンドンでなった。タイトルは「妖精の遊び」で、音楽担当はアルフレッド・セリエ。
2003年、ジェレミー・サムズ監督、ルイーズ・ゴールド主演、ジョー・マクギャン、キャサリン・オシェイ、ニール・マクダーモット出演で劇場上演された。
ラジオ・ドラマ・シリーズ（BBCオーディオブック社、1998年）にもなった。
ポール・ファーリー脚本、エマ・ハーディング監督でBBCラジオ4で2013年に放送されたものは、ナイジェリアから人身売買されたトミーが主人公になり、新しい時代用に翻案された。

## アニメーション作品
日本では、1980年代に、学研のアニメーション作品「いたずらっ子トム」が放送されたことがある。

## 大衆文化への影響
アメリカの作曲家ウェイン・ショーターの子ども時代からのお気に入りであり、評伝『フットプリンツ』（p14）によると、彼が初めて読んだ長編が『水の子どもたち』であり、この物語を通し、彼は「黄泉の国」に興味を持った。
1960年代にショーターは「ウォーター・ベイビーズ」という曲を作曲し、マイルス・デイビスの同名アルバム（全曲ショーター作曲）のタイトル・トラックになった。

## 日本語訳
- 水の子どもたち<上><下>（偕成社文庫）チャールズ・キングズリー、芹生一翻訳（1996年6月）
- 水の子 - 陸の子のためのおとぎばなし（岩波少年文庫）キングスレイ 作、阿部知二 訳、脇田和 絵 （1978年9月） 絶版
- 水の子トム（小学館）キングスレイ作、宮脇紀雄編、若菜珪挿絵 安井こうじ （1963年） 絶版
- 水の国の子どもたち（偕成社　児童名作全集第28巻）キングスレー作、上沢謙二訳（1956年）絶版

## 参照
1. 1 2 3 4  キャスリン・アシェンバーグ「「苦難という冷たい水」－『水の子』」『図説 不潔の歴史』 鎌田彷月 訳、原書房、2008年
2. ↑  When Tom has "everything that he could want or wish," the reader is warned that sometimes this does bad things to people "Indeed, it sometimes makes them naughty, as it has made the people in America." Murderous crows that do whatever they like are described as being like "American citizens of the new school."
3. ↑  Jews are referred to twice in the text, first as archetypal rich people ("as rich as a Jew"), and then as a joking reference to dishonest merchants who sell fake religious icons – "young ladies walk about with lockets of Charles the First's hair (or of somebody else's, when the Jews' genuine stock is used up)".
4. ↑  The Powwow man is said to have "yelled, shouted, raved, roared, stamped, and danced corrobory like any black fellow," and a seal is described as looking like a "fat old greasy negro."
5. ↑  "Popes" are listed among Measles, Famines, Despots, and other "children of the four great bogies."
6. ↑  Ugly people are described as "like the poor Paddies who eat potatoes"; an extended passage discusses St. Brandan among the Irish who liked "to brew potheen, and dance the pater o'pee, and knock each other over the head with shillelaghs, and shoot each other from behind turf-dykes, and steal each other's cattle, and burn each other's homes." A character Dennis lies and says whatever he thinks others want to hear because "he is a poor Paddy, and knows no better." The statement that Irishmen always lie is used to explain why "poor ould Ireland does not prosper like England and Scotland."
7. ↑  Sandner, David (2004). Fantastic Literature: A Critical Reader. Greenwood Publishing Group. p. 328. ISBN 0-275-98053-7

## 参考
- Kingsley, Charles (1863), The Water-Babies, Oxford & New York: Oxford University Press, 1995, ISBN 0-19-282238-1
- Darwin, Charles (1860), On the Origin of Species by Means of Natural Selection, or the Preservation of Favoured Races in the Struggle for Life, London: John Murray 2nd edition. Retrieved on 2007-07-20
- Darwin, Charles (1887), Darwin, F, ed., The life and letters of Charles Darwin, including an autobiographical chapter., London: John Murray (The Autobiography of Charles Darwin) Retrieved on 2007-07-20